# Bodi Brusselers
Bodi Brusselers (Dubai, 12 december 1998) is een Nederlands voormalig voetballer die bij voorkeur als centrale middenvelder speelde.

## Clubcarrière
Brusselers is afkomstig uit de jeugdopleiding van NAC Breda. Op 5 augustus 2016 debuteerde hij in de Eerste divisie tegen Jong FC Utrecht. Hij viel na 65 minuten in voor Mounir El Allouchi. Zes minuten later maakte de middenvelder het derde doelpunt voor NAC. De club uit Breda won de openingswedstrijd van het seizoen 2016/17 met 4–1 na treffers van Jeff Stans, Cyriel Dessers, Brusselers en Gianluca Nijholt. In 2018 werd hij voor één seizoen verhuurd aan Helmond Sport, waar hij door een blessure met name zijn wedstrijden vóór de winterstop speelde. Helmond Sport nam hem voor het seizoen 2019/20 over. Medio 2020 ging hij naar het Griekse Doxa Dramas dat uitkomt in de Super League 2. In januari 2021 vervolgde hij zijn loopbaan op Cyprus bij Enosis Neon THOI Lakatamia dat uitkomt in de B' Kategoria. Na aanhoudende knieklachten zette hij in de zomer een punt achter zijn loopbaan.

## Statistieken
| Seizoen         | Club            | Competitie      | Competitie | Competitie | Beker | Beker | Internationaal | Internationaal | Totaal | Totaal |
| Seizoen         | Club            | Competitie      | Wed.       | Dlp.       | Wed.  | Dlp.  | Wed.           | Dlp.           | Wed.   | Dlp.   |
| --------------- | --------------- | --------------- | ---------- | ---------- | ----- | ----- | -------------- | -------------- | ------ | ------ |
| 2016/17         | NAC Breda       | Eerste divisie  | 5          | 1          | 0     | 0     | -              | -              | 5      | 1      |
| 2017/18         | NAC Breda       | Eredivisie      | 2          | 0          | 0     | 0     | -              | -              | 2      | 0      |
| 2018/19         | Helmond Sport   | Eerste divisie  | 16         | 1          | 1     | 0     | -              | -              | 17     | 1      |
| Carrière totaal | Carrière totaal | Carrière totaal | 23         | 2          | 1     | 0     | 0              | 0              | 24     | 2      |

Bijgewerkt t/m 3 mei 2019

## Familie
Bodi Brusselers is een zoon van Geert Brusselers, die onder andere speelde voor NAC Breda en in de Verenigde Arabische Emiraten. Hij is een kleinzoon van Toon Brusselers, die onder andere speelde voor PSV en van Jan Gisbers de voormalige ploegleider in het wielrennen.